# Kuryłówka (gromada)
Kuryłówka – dawna gromada, czyli najmniejsza jednostka podziału terytorialnego Polskiej Rzeczypospolitej Ludowej w latach 1954–1972.
Gromady, z gromadzkimi radami narodowymi (GRN) jako organami władzy najniższego stopnia na wsi, funkcjonowały od reformy reorganizującej administrację wiejską przeprowadzonej jesienią 1954 do momentu ich zniesienia z dniem 1 stycznia 1973, tym samym wypierając organizację gminną w latach 1954–1972.
Gromadę Kuryłówka z siedzibą GRN w Kuryłówce utworzono – jako jedną z 8759 gromad na obszarze Polski – w powiecie łańcuckim w woj. rzeszowskim na mocy uchwały nr 27/54 WRN w Rzeszowie z dnia 5 października 1954. W skład jednostki weszły obszary dotychczasowych gromad Kuryłówka, Ożanna i Tarnawiec ze zniesionej gminy Kuryłówka w powiecie łańcuckim oraz obszar dotychczasowej gromady Dąbrowica ze zniesionej gminy Adamówka w powiecie jarosławskim w województwie rzeszowskim, ponadto obszar dotychczasowej gromady Kulno ze zniesionej gminy Potok Górny  w powiecie biłgorajskim w woj. lubelskim. Dla gromady ustalono 23 członków gromadzkiej rady narodowej.
1 stycznia 1956 gromada weszła w skład nowo utworzonego powiatu leżajskiego w tymże województwie. 13 listopada 1964 roku wyłączono z gromady Adamówka i włączono do gromady Kuryłówka część obszaru wsi Cieplice obejmującą przysiółki Kolonia Polska i Nagórne.
1 stycznia 1965 do gromady Kuryłówka włączono część obszaru wsi Cieplice (przysiółki Kolonia Polska i Nagórne o łącznej powierzchni 807,600 ha) z gromady Adamówka w powiecie jarosławskim w tymże województwie.
Gromada przetrwała do końca 1972 roku, czyli do kolejnej reformy gminnej. 1 stycznia 1973 – tym razem w powiecie leżajskim – reaktywowano gminę Kuryłówka.